# Mark Grimmette
Mark Grimmette (Ann Arbor, 23 de enero de 1971) es un deportista estadounidense que compitió en luge en la modalidad doble.
Participó en cinco Juegos Olímpicos de Invierno, entre los años 1994 y 2010, obteniendo dos medallas en la prueba doble (junto con Brian Martin), bronce en Nagano 1998 y plata en Salt Lake City 2002.
Ganó nueve medallas en el Campeonato Mundial de Luge entre los años 1999 y 2009.

## Palmarés internacional
| Juegos Olímpicos   | Juegos Olímpicos                | Juegos Olímpicos  | Juegos Olímpicos |
| Año                | Lugar                           | Medalla           | Prueba           |
| ------------------ | ------------------------------- | ----------------- | ---------------- |
| 1998               | Nagano (Japón)                  | Medalla de bronce | Doble            |
| 2002               | Salt Lake City (Estados Unidos) | Medalla de plata  | Doble            |
| Campeonato Mundial |                                 |                   |                  |
| Año                | Lugar                           | Medalla           | Prueba           |
| 1999               | Königssee (Alemania)            | Medalla de bronce | Doble            |
| 2000               | St. Moritz (Suiza)              | Medalla de bronce | Doble            |
| 2001               | Calgary (Canadá)                | Medalla de bronce | Equipo           |
| 2004               | Nagano (Japón)                  | Medalla de plata  | Equipo           |
| 2004               | Nagano (Japón)                  | Medalla de bronce | Doble            |
| 2005               | Park City (Estados Unidos)      | Medalla de plata  | Equipo           |
| 2005               | Park City (Estados Unidos)      | Medalla de bronce | Doble            |
| 2007               | Igls (Austria)                  | Medalla de bronce | Doble            |
| 2009               | Lake Placid (Estados Unidos)    | Medalla de bronce | Doble            |